# Pacific Cargo Line
Pacific Cargo Line (PCL) es una línea naviera ecuatoriana que se dedica al transporte marítimo y a la distribución de mercancía por medio de contenedores.

## Servicios
Pacific Cargo Line es líder en el transporte de carga entre Guayaquil y las Islas Galápagos. Ofrece la mayor cobertura del mercado, al abarcar las islas: San Cristóbal, Santa Cruz, Isabela y Floreana. Además, cuenta con distintos tipos de contenedores para transportar de la mejor manera posible las mercancías de los clientes. Esta flota de equipos está comprendida de contenedores propios de 20’ y 40’ estándar, tanto para carga general como para carga refrigerada. Así como una gama de equipos especializados como contenedores Open Top y Flat Racks para llevar cargas sobredimensionadas y especiales de forma segura a su destino final.

## Flota

### Motonave Fusion
|                         | Descripción |
| ----------------------- | ----------- |
| Número IMO              | 7528520     |
| Bandera                 | Ecuador     |
| Año de construcción     | 1977        |
| Arqueo bruto            | 2234 tons   |
| Tonelaje de peso muerto | 3024 tons   |
| Eslora                  | 84 m        |
| Manga                   | 16 m        |
| Capacidad de carga      | 212 TEUs    |